# Château des Ternes (Les Ternes)
Pour les articles homonymes, voir Château des Ternes (Paris).
Le château des Ternes est un château médiéval situé sur la commune du même nom dans le Cantal.

## Description
Un ancien château des Ternes a été rasé en 1573 sur ordre de M. de Canillac.
L'actuel château, situé dans le bourg, a été reconstruit au début du XVIe siècle, en même temps qu'était construite la seconde tour latérale.
La tour qui avait été abaissée a été reconstruite au XXe siècle.

### Extérieur
Il comporte un corps de logis cantonné de deux grosses tours rondes, avec un donjon carré au milieu.

### Intérieur

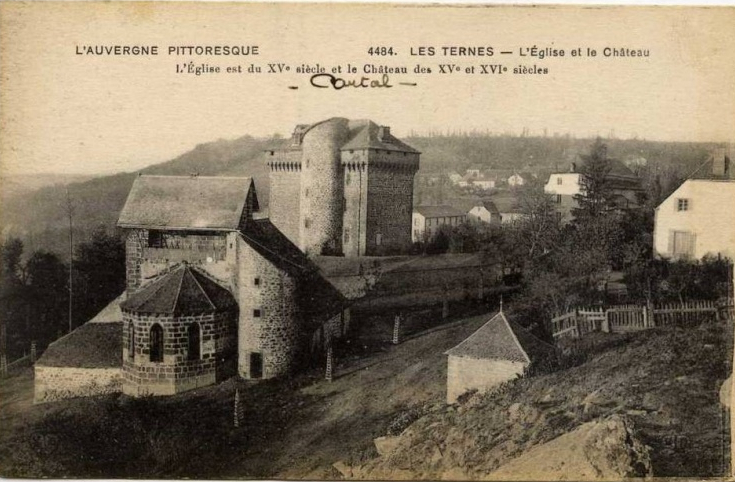
Le château avant restauration

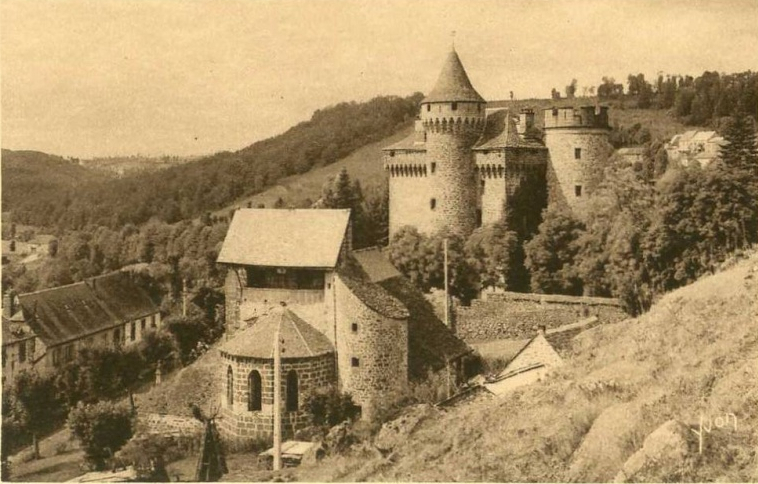
Le château après restauration

## Historique
La seigneurie des Ternes a longtemps appartenu, et depuis le XIVe siècle, à deux familles : les Lastic comme héritiers de la famille d'Henry, et les d'Espinchal comme héritiers de la famille des Ternes.
Ces deux familles furent plusieurs fois alliées :
- Madeleine d'Espinchal, fille de Pierre et de Madeleine de Léotoing, épouse le 28 février 1573 Jean de Lastic, deuxième fils de Claude, seigneur de Montsuc, et de Marguerite de Farges, dame de Sieujac.

### Famille d'Espinchal
Armand des Ternes, damoiseau, eut une fille qui épousa vers 1333 Guillaume d'Espinchal, chevalier.
C'était la propriété de Gaspard d'Espinchal (1619 - après 1685) qui fut condamné à mort en 1665 par la cour des Grands jours d'Auvergne, et tous ses biens confisqués.
Gasparde d'Espinchal, nièce du précédent, fille de François-Gabriel et d'Isabeau de Polignac, épouse le 28 février 1665 Jean de Fontanges, comte d'Auberoque, fils  aîné de François-Robert de Fontanges, seigneur de Thinières, et de Delphine de Patris, dame de Sieujac, auquel elle apporte la seigneurie des Ternes. Ils eurent un fils, tué sans alliance en 1693 à la bataille la Marseille, dans le Piémont, et quatre filles dont Marie-Charlotte, qui fut héritière du château de Valon, de Labesserette et des Ternes qu'elle apporta par mariage le 5 avril 1693 à Henri-Joseph de La Garde, comte de Chambonas.

#### Famille Rouillon de Spy
- Vers 1736, son fils vend les Ternes à la famille Rouillon de Spy, originaire de Lorraine, qui s'était établie à Saint-Flour vers 1670, et qui en était devenue maire perpétuel. Par la suite, elle en prit le nom.
- Ayant perdu son fils unique d'un accident de la route, la dernière Madame des Ternes fit don des châteaux et domaines des Ternes au Diocèse de Saint-Flour pour y établir un noviciat pour former des maîtres d'écoles pour les paroisses rurales.

### Famille de Lastic
Ermengarde d'Henry, descendante d'Étienne Henry, seigneur des Ternes en 1050, épousa vers 1211 Hugues de Lastic auquel elle apporta sa part de la seigneurie en dot.
Cette famille possédait le château des Courtines, sur le plateau, actuellement ruiné.
Cette partie de la seigneurie des Termes suivait la dévolution des terres de Rochegonde (anciennement Valeilhes) et de La Chaumette dont elle dépendait. Elle faisait partie de la vente consentie le 3 juin 1789 par Gabriel Lhuilier d'Orcières, coseigneur de Rochegonde, au sieur Beaufils.

### Période contemporaine
Il est acheté en 1909 par Alfred Douet qui en a écrit l'histoire.
C'est une propriété de la commune depuis 1974.
Le château est inscrit au titre des monuments historiques le 7 avril 2008.

## Visites
Ouvert à la visite en juillet et en août, organisée par la commune (qui en est propriétaire).